# Yigoga perturbans
Yigoga perturbans là một loài bướm đêm trong họ Noctuidae.